# هيدياكي كيتاجيما
هيديكي كيتاجيما، من مواليد 23 مايو 1978 في اليابان، وهو لاعب كرة قدم ياباني، ويلعب مع نادي كاشيوا ريسول.
بدأ كيتاجيما مسيرته الكروية مع نادي كاشيوا ريسول في عام 1997، وفي عام 2002 انتقل إلى نادي شيميزو بولس، ولعب معهم حتى عام 2005، وفي عام 2005 عاد إلى نادي كاشيوا ريسول.

## مسيرته الكروية
لعب هيدياكي كيتاجيما خلال مسيرته الاحترافية مع 3 أندية في ثمانية عشر موسمًا وسجل خلالها 73 هدفًا ضمن 303 مباراة. حيث فاز في موسم واحد بالكأس وفي موسم واحد بالدوري.
خاض هيدياكي كيتاجيما مسيرته مع نادي كاشيوا ريسول في موسم 1997 في المرة الأولى ليلعب معه ستة مواسم ثم في موسم 2006 ليلعب معه سبعة مواسم، مشاركًا طوالها في 223 مباراة سجل خلالها 63 هدفًا. ثم انتقل إلى نادي شيميزو إس-بولس في موسم 2003 واستمر معه طيلة ثلاثة مواسم، حيث شارك في 48 مباراة سجل خلالها 7 أهداف. لينتقل بعدها إلى نادي رواسو كوماموتو في عامي 2012-2014 ولمدة موسمين، مشاركًا في 32 مباراة سجل خلالها 3 أهداف.

## روابط خارجية
- هيدياكي كيتاجيما على موقع الاتحاد الدولي (مؤرشف)  (الإنجليزية)
- هيدياكي كيتاجيما على موقع رابطة كرة القدم اليابانية للمحترفين (اليابانية)
- هيدياكي كيتاجيما على موقع قاعدة بيانات كرة القدم.إي يو (الإنجليزية)
- هيدياكي كيتاجيما على موقع ناشيونال فوتبول تيمز (الإنجليزية)
- هيدياكي كيتاجيما على موقع Soccerway.com (الإنجليزية)
- هيدياكي كيتاجيما على موقع عالم كرة القدم.نت (الإنجليزية)
- هيدياكي كيتاجيما على موقع كووورة